# Massalongia (grzyby)
Massalongia Körb. (massalongia) – rodzaj grzybów z rodziny Massalongiaceae. W Polsce występuje jeden gatunek. Ze względu na współżycie z glonami zaliczany jest do grupy porostów.

## Systematyka i nazewnictwo
Pozycja w klasyfikacji według Index Fungorum: Massalongiaceae, Peltigerales, Lecanoromycetidae, Lecanoromycetes, Pezizomycotina, Ascomycota, Fungi.
Synonimy nazwy naukowej: Massalongomyces Cif. & Tomas.
Nazwa polska według W. Fałtynowicza.

## Gatunki występujące w Polsce
- Massalongia carnosa (Dicks.) Körb. 1855 – massalongia mocna
- Massalongia microphylliza (Nyl.) Henssen 1963

Nazwy naukowe na podstawie Index Fungorum. Uwzględniono tylko taksony zweryfikowane. Nazwy polskie według checklist W. Fałtynowicza.